# William Harrison Ainsworth
William Harrison Ainsworth (Manchester, 4 febbraio 1805 – Reigate, 3 gennaio 1882) è stato uno scrittore e giornalista inglese.

## Biografia

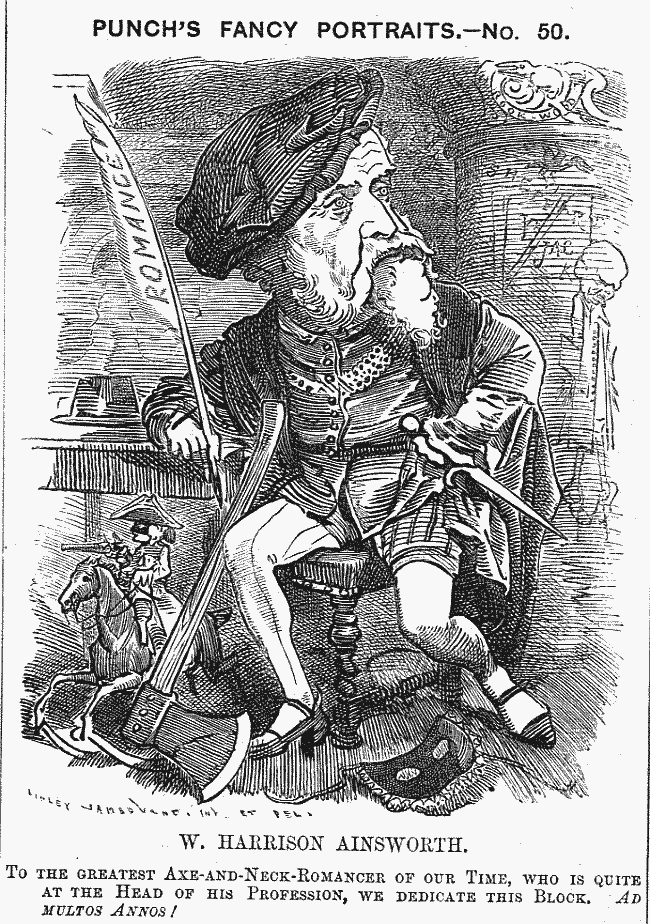
Caricatura di Ainsworth pubblicata sulla rivista satirica Punch del 1881

Figlio di un avvocato benestante, nacque a Manchester nel 1805. Frequentò in un primo tempo la prestigiosa Scuola di Grammatica di Manchester, poi si dedicò allo studio della Giurisprudenza, pur non essendone attratto. Fu mandato a Londra per terminare gli studi. Nella capitale conobbe John Ebers, pubblicitario e direttore del Teatro di Sua Maestà, il quale lo introdusse nell'ambiente dei circoli letterari.
Per un breve periodo Ainsworth lavorò come pubblicitario, poi divenne giornalista. Nel 1834 pubblicò il suo primo romanzo, Rookwood, nel quale raccontava la vita di Dick Turpin, un celebre briccone britannico. Poco tempo dopo sposò la figlia di Ebers.
Nel 1840 scrisse La torre di Londra, il suo quarto lavoro, nel quale raccontava principalmente dei compatrioti in associazione con la celebre Torre. Continuò a scrivere sino al 1876 romanzi e novelle, di queste ultime ne pubblicò trentanove. Morì a Reigate, una cittadina della contea del Surrey, nel 1882.
Nelle sue opere le situazioni sono spesso sorprendenti e le descrizioni dei caratteri molto realistiche, ma è l'umorismo a volte amaro la sua caratteristica più criticata e apprezzata.

## Opere
- Rookwood (1834) Traduzione italiana: Rookwood, tradotto e curato da Mauro Cotone, Roma, Haiku edizioni, 2022.
- The Admirable Crichton (1837)
- Jack Sheppard (1839) Traduzione italiana: Jack Sheppard, il bandito più amato di Londra, tradotto e curato da Mauro Cotone, Roma, Haiku edizioni, 2019.
- The Tower of London (1840) Traduzione italiana: La Torre di Londra, Regina per nove giorni, tradotto e curato da Mauro Cotone, Roma, Settemari, 2024
- Old St Paul's (1841)
- Windsor Castle (1843)
- The Lancashire Witches (1849)
- Guy Fawkes (1842)
- The Star Chamber (1842)
- The Flitch of Bacon (1842)
- The Miser's Daughter (1842)
- Auriol (1844)
- Ovingdean Grange: a tale of the South Downs (1860)
- The Constable of the Tower (1861)
- Preston Fight or The Insurrection of 1715 (1875)
- Chetwynd Calverley, A Tale (1876)
- The Leaguer of Lathom, A Tale of the Civil War in Lancashire (1876)
- Mervyn Clitheroe (pubblicata postuma nel 1898)